# Tony Hoar
Tony Hoar (Emsworth, 10 de fevereiro de 1932) é um ex-ciclista britânico. Ele terminou em último lugar no Tour de France 1955.